# Tom Deitz
Thomas Franklin Deitz (17 januari 1952 - 27 april 2009) was een Amerikaans romanschrijver.
Deitz was afkomstig uit Georgia en studeerde er middeleeuws Engels aan de universiteit. Hij werd de auteur van "Soulsmith Trilogy", met de delen Soulsmith, Dreambuilder en Wordwright. Verder schreef Deitz een populaire reeks met Windmaster's Bane, Fireshaper's Doom, Darkthunder's Way, Sunshaker's War, Stoneskin's Revenge en The Gryphon King. In 2007 won Deitz de "Phoenix"-prijs voor sciencefiction. 